# World 2 World
World 2 World est un maxi de musique électronique écrit et produit par Mad Mike. Il est sorti en 1992 sur le label Underground Resistance. Amazon a été composé par Mad Mike et Jeff Mills inspirés par la destruction de la forêt amazonienne et des peuples qui l'habitaient.

## Titres
| No  | Titre                 | Durée |
| --- | --------------------- | ----- |
| A1. | Amazon                | 4:33  |
| A2. | Jupiter Jazz          | 4:30  |
| B1. | Cosmic Traveler       | 6:45  |
| B2. | Greater Than Yourself | 5:11  |